# My Place (Bobby Brown)
My Place è un singolo del cantante statunitense Bobby Brown, pubblicato come secondo ed ultimo estratto dal suo quinto album in studio, Forever, ad inizio 1998.

## Descrizione
Alla fine degli anni '90, la carriera di Bobby Brown era già in una fase di declino. L'enorme successo dei suoi album precedenti, in particolare Don't Be Cruel (1988) e Bobby (1992), non era più replicabile. La sua immagine era stata offuscata da problemi personali e legali, oltre che da una copertura mediatica spesso negativa a causa della sua turbolenta relazione con Whitney Houston. Questi fattori avevano allontanato una parte del pubblico e dei media dai suoi lavori discografici, concentrandosi maggiormente sulla loro relazione turbolenta.
L'album Forever fu il primo (e unico) pubblicato sotto la Geffen Records, dopo la rottura del contratto con la MCA Records. Questo cambio di etichetta si rivelò problematico. Si ritiene che l'etichetta non abbia investito la giusta quantità di risorse nella promozione dell'album e dei singoli, non riuscendo a generare un'adeguata esposizione radiofonica e televisiva, oltre che una mancanza di fiducia nei confronti del cantante, costantemente invischiato in problemi di natura legale e relazionale.

## Tracce
1) My Place
2) Forever
3) Feelin' Inside (Bass Booty Remix)
4) Feelin' Inside (Inside The Dance Floor Remix)